# Pine Ridge (Alabama)
Pine Ridge – miasto w Stanach Zjednoczonych, w stanie Alabama, w hrabstwie DeKalb. W roku 2023 miasto zamieszkiwało 267 osób, a gęstość zaludnienia wynosiła 80,9 osoby/km².